# Reformy walutowe na ziemiach polskich w latach 1944–1945

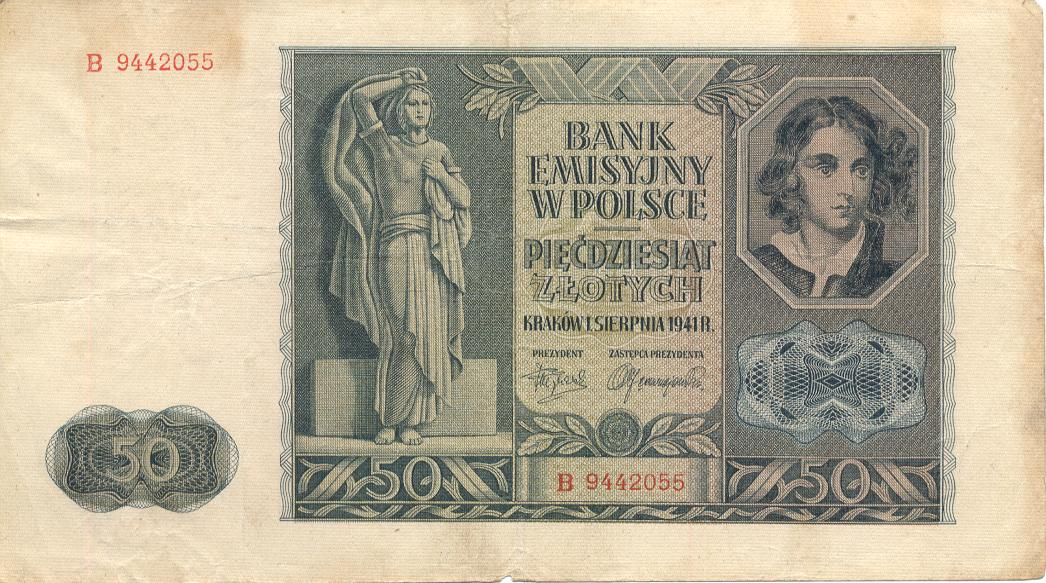
Banknot (tzw. młynarka) z emisji, która utraciła ważność w wyniku reform walutowych na ziemiach polskich w latach 1944–1945

Reformy walutowe na ziemiach polskich w latach 1944–1945 – w drugiej połowie 1944 r. na ziemiach polskich w obiegu znajdowały się głównie marki niemieckie, okupacyjne złote krakowskie i radzieckie ruble. Możliwie szybkie wprowadzenie nowej waluty stanowiło przesłankę porządkowania rynku i stworzenia źródeł dochodów administracji państwowej. 24 sierpnia 1944 r. wydano Dekret Polskiego Komitetu Wyzwolenia Narodowego o emitowaniu biletów skarbowych. Kurs wymienny tych trzech walut określono w stosunku jeden do jednego.
Nowa waluta pojawiła się w sierpniu 1944 r. w postaci biletów skarbowych z napisem „Narodowy Bank Polski” (jeszcze przed formalnym utworzeniem Banku). Złote nowej emisji pozwoliły na stopniowe wycofywanie z obiegu walut okupacyjnych. Od jesieni 1944 r. wymieniano na nowe złote marki na terenie województwa białostockiego, na początku 1945 r. – złote krakowskie, radzieckie ruble oraz marki na terenach włączonych w czasie wojny do Rzeszy, do końca 1945 r. realizowano wymianę pieniędzy na ziemiach zachodnich i północnych.
Na mocy dekretu z 6 stycznia 1945 r. bilety Banku Emisyjnego w Polsce przestawały być obiegowym środkiem płatniczym na obszarach wyzwolonych. Na mocy dekretu z 13 stycznia 1945 r. ruble radzieckie przestawały być prawnym środkiem płatniczym w Polsce.
Dekret z dnia 5 lutego 1945 r. o deponowaniu i wymianie marek niemieckich na terenach Rzeczypospolitej Polskiej, wyzwolonych spod okupacji po dniu 6 stycznia 1945, postanawiał, że 1 zł NBP równy będzie dwom markom niemieckim.
W reformie walutowej zastosowano niskie limity wymienianej gotówki, np. 300–500 marek lub 500 złotych krakowskich na osobę, a w przypadku zakładów rzemieślniczych – 2000 zł. Pozwoliło to przechwycić państwu tzw. marżę emisyjną, która na terenie byłego Generalnego Gubernatorstwa wyniosła 68% wartości znajdujących się w obiegu środków pieniężnych.